# Nesterivți, Zboriv
Nesterivți (în ucraineană Нестерівці) este o comună în raionul Zboriv, regiunea Ternopil, Ucraina, formată numai din satul de reședință.

## Demografie
Componența lingvistică a comunei Nesterivți
     Ucraineană (100%)
Conform recensământului din 2001, toată populația comunei Nesterivți era vorbitoare de ucraineană (100%).